# Jerry Doyle
Jerry Doyle (16. července 1956 New York – 27. července 2016 Las Vegas, Nevada) byl americký herec, rozhlasový moderátor a politický komentátor.
Pracoval původně jako pilot soukromých tryskových letadel a jako makléř. Poprvé se v televizi objevil v roce 1987 v epizodní roli v seriálu Měsíční svit díky své podobnosti s Brucem Willisem, který zde měl hlavní roli. Dostal vedlejší roli s mýdlové opeře Báječní a bohatí, objevil se též v seriálu Mírová bojiště. Jeho největší rolí byla postava Michaela Garibaldiho, šéfa bezpečnosti na vesmírné stanici Babylon 5. Poprvé jej ztvárnil v pilotním filmu Babylon 5: Vesmírný sumit (1993), v průběhu pěti sezon seriálu Babylon 5 (1994–1998) se jednalo o jednu z hlavních postav. Objevil se též ve dvou navazujících televizních filmech Babylon 5: Řeka duší (1998) a Babylon 5: Volání do zbraně (1999). Později hostoval například v seriálech Cesta do neznáma, Martial Law – Stav ohrožení, Beverly Hills 90210, JAG či Republic of Doyle.
Jeho hlavním zaměstnáním bylo moderování v rozhlasu. Na celoamerické síti TRN měl vlastní talk show Jerry Doyle Show. V roce 2000 neúspěšně kandidoval za republikány do Sněmovny reprezentantů v jednom z kalifornských okrsků.
V letech 1995 až 1997 byl ženatý s herečkou Andreou Thompsonovou, která mimo jiné hrála v Babylonu 5 Talii Wintersovou.